# Remuș, Giurgiu
Remuș este un sat în comuna Frătești din județul Giurgiu, Muntenia, România.
Satul s-a înființat în urma unei împroprietăriri în 1892, și își trage numele de la inginerul topolog care a efectuat delimitarea proprietăților cu acea ocazie.